# The Entertainer (Alesha Dixon)
| Recensione    | Giudizio |
| ------------- | -------- |
| AllMusic      |          |
| Daily Express |          |
| BBC           | Negativo |

The Entertainer è il terzo album in studio della cantante R&B britannica Alesha Dixon, pubblicato nel 2010.

## Tracce
1. Baddest Chick – 3:36
2. Radio – 3:04
3. Every Little Part of Me (feat. Jay Sean) – 3:21
4. Take Control (feat. Roll Deep) – 4:25
5. Drummer Boy – 3:45
6. The Entertainer – 3:40
7. Colour – 2:58
8. Tug of War – 3:43
9. On Top – 3:25
10. La La La – 2:48
11. Cool with Me – 3:42

bonus track
1. Radio (feat. Wiley) (Klaas Remix Edit) – 3:37